# Guerra dels Ximpanzés de Gombe
La Guerra dels Ximpanzés de Gombe o Guerra Gombe va ser un conflicte violent entre dues comunitats de ximpanzés al Parc Nacional de Gombe Stream a Tanzània, entre el 1974 i el 1978. Els dos grups havien format part del mateix anteriorment, sota la comunitat Kasakela. El 1974 la investigadora Jane Goodall va observar la divisió del grup. En un període de vuit mesos un gran nombre de ximpanzés es va separar de la comunitat i desplaçar cap a l’àrea sud de la comunitat Kasakela, arran de la divisió se'ls va anomenar comunitat Kahama. L'estructura dels membres separatistes consistia en sis adults de sexe masculí, tres adults de sexe femení i els fills. El grup Kasakela va quedar reduït a vuit adults de sexe masculí, dotze adults de sexe femení i els fills.
Durant els quatre anys de conflicte tots els ximpanzés de sexe masculí de la comunitat Kahama van ser assassinats, ocasionant la desaparició de la comunitat. Després d'aquests fets la comunitat Kasakela es va expandir fora del seu territori, tot i que més tard van ser repel·lits per una altra comunitat de ximpanzés.

## Antecedents

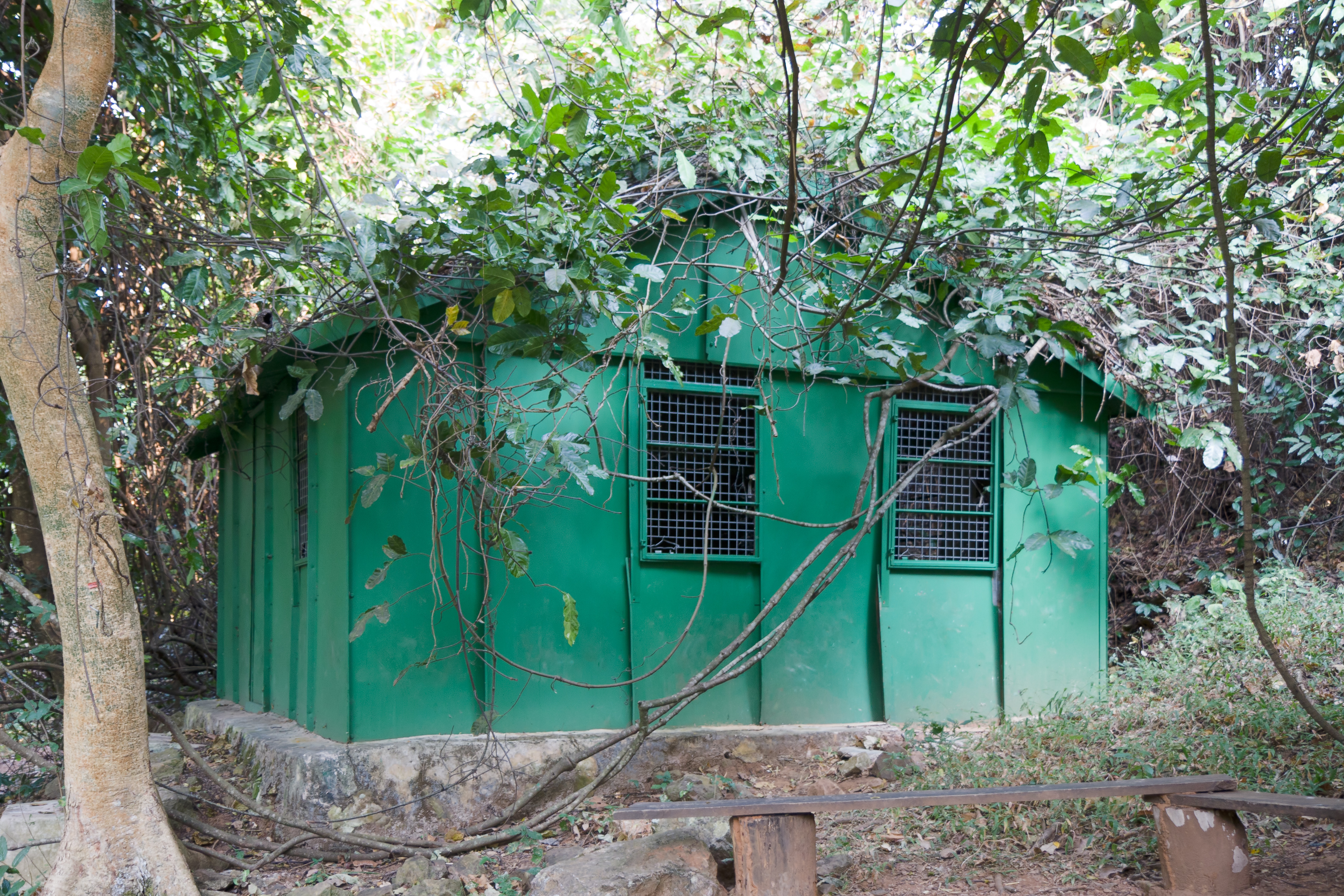
Refugi on Jane Goodall solia alimentar els ximpanzés de Gombe

Abans de la guerra, quan encara no era un parc nacional, el Parc Nacional Gombe Stream era conegut com a Centre d'Investigació Gombe Stream. El parc es troba a la part baixa del Vall de Kakombe, i és conegut per les possibilitats que ofereix quant a la investigació de primats, la primera investigadora en el centre va ser Jane Goodall, també va ser la directora del mateix centre d'investigació. El lloc està format per pendents pronunciats en mig de boscos, que es troben sobre valls per les quals transcorren rius.

Els ximpanzés vagaven per aquests turons en comunitats territorials, les quals dividien els primats entre grups que anaven d'un membre fins a quaranta. El terme Kasakela fa referència a una de les tres àrees d'investigació que componen la vall principal, la Kasakela al nord, la Kakombe i la Mkenke al sud. Les primeres evidències de territorialitat van ser documentades per Goodall durant l’observació referent a l'alimentació, va observar la seva actitud agressiva referent al territori, tot i això no s'esperava el conflicte que estava per vindre.
Després de la separació de la comunitat Kasakela la nova comunitat Kahama va ser liderada pels germans Hugh i Charlie, els altres mascles eren Godi, De, Goliath i el jove Sniff. Els mascles Kasakela eren Figan, Satan, Sherry, Evered, Rodolf, Jomeo i Humphrey.

## La guerra
El primer conflicte va ser iniciat pels Kasaleka el 7 de gener de 1974, sis mascles Kasakela que consistien en Humphrey, Figan, Jomeo, Sherry, Evered i Rodolf van emboscar el mascle Kahama anomenat Godi mentre estava menjant dalt d'un arbre. Aquest va ser el primer cop en el qual es va observar que un dels ximpanzés assassinés de forma deliberada un altre membre de la seva espècie. Després de la mort de Godi van celebrar-ho de forma sollorosa, llançant i arrossegant branques mentre cridaven i udolaven.
Després de la pèrdua d'en Godi el pròxim en caure va ser en De, i després en Hugh. Més tard va arribar el torn del Goliath. Aquest últim durant el conflicte havia mantingut una actitud amistosa amb els Kasakela quan s'havien trobat. Però aquesta relació no va ser recíproca i el van assassinar. Només tres mascles Kahama quedaven amb vida: Charlie, Sniff i Willy Wally, aquest últim en mal estat per la pòlio. Sense tindre temps a reaccionar en Charlie va ser assassinat. Després de la seva mort en Willy Wally va desaparèixer i no se'l va tornar a trobar. L'ùltim mascle Kahama amb vida, Sniff, va sobreviure més d'un any. Per un temps semblava que s'hauria escapat a una altra comunitat o que podria tornar amb el Kasakela, però no va correr aquesta sort. També va ser assassinat. De les femelles de Kahama una va morir, dos van desaparèixer i tres més van ser apallissades i raptades pels Kasakela. La comunitat Kasakela havia triomfat i conquerit el territori dels Kahama.
Aquesta expansió territorial no va ser permanent. Amb els Kahama desapareguts ara els Kasela havien entrat també en el territori d'una altra comunitat ximpanzé anomenada Kalande. Pressionats per la força i superioritat númerica dels Kalande, observada durant els enfrontaments que es van succeir en la frontera d'ambdós territoris, els Kasakela van abandonar gran part del nou territori conquerit. Més tard en moure's cap al nord també van ser atacats per una altra comunitat, els Mitumba, que també superaven en número als Kasakela. Al cap de poc temps les hostilitats van desaparèixer i es va tornar a la situació anterior a la separació dels Kasakela.

## Impacte en Goodall

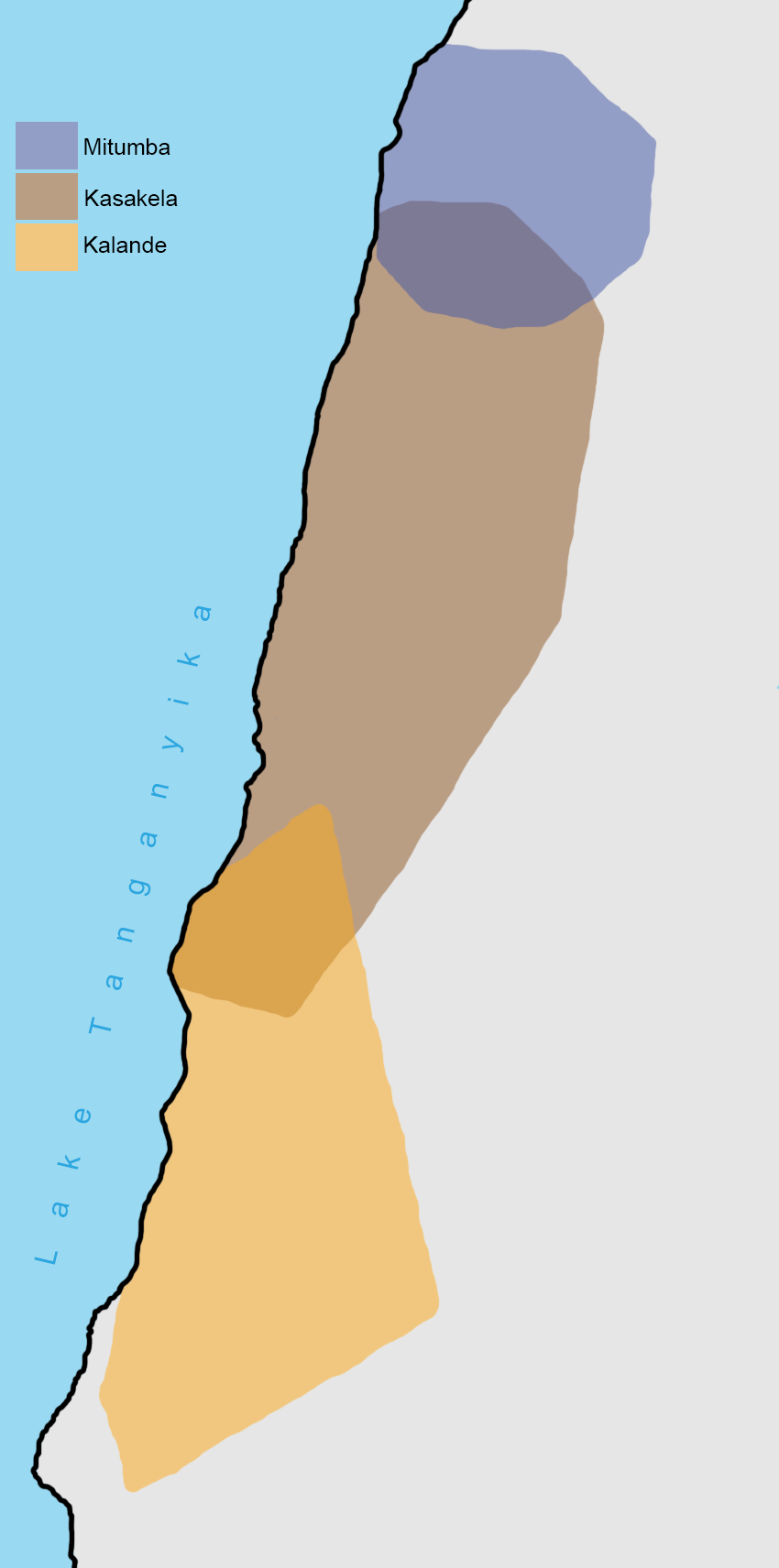
Comunitats dels ximpanzés de Gombe el 2007

L'esclat de la guerra va ser un cop de realitat per a Godall, qui anteriorment considerava als ximpanzés, tot i que semblants als humans, d'un caràcter més amable en la seva conducta. Junt amb l'observació el 1975 d'un infanticidi caníbal per part d'una femella d'alt estatus entre la comunitat, la violència de la Guerra Gombe va mostrar a Goodall la «part fosca» de la conducta dels ximpanzés. Estava profundament pertorbada per aquesta revelació, en les seves memòries Through a Window: My Thirty Years with the Chimpanzees of Gombe, va escriure:
| « | Durant molts anys vaig lluitar per assimilar aquesta nova informació. Molts cops em llevava a la nit i recordava les horripilants imatges que havia observat. Satan (un dels ximpanzés) xuclant la seva mà, que estava situada sota la barbeta de l'Sniff, per poder beure la sang que brotava d'una ferida de la seva care. El vell Rodolf, normalment molt amable, dret llençant una pedra molt pesada contra el cos d'en Godi. El Jomeo arrancant una tira de la pell de la cuixa del De. El Figan carregant i atacant, un cop rere un altre, el cos malferit d'en Goliath, que havía sigut un dels seus herois durant la infància... | » |

## Llegat
Quan Goodall va informar dels successos de la Guerra Gombe, la seva descripció d'una guerra causada de forma natural entre ximpanzés no va ser creguda. En aquell temps els models científics de conducta humana i animal mai se superposaven. Alguns científics l'acusaven d'un excessiu antropomorfisme, altres suggerien que la seva presència, i la seva pràctica d'alimentar-los, havia creat el conflicte en una societat pacífica. Més tard altres investigacions, fent servir mètodes menys intrusius, van confirmar que les societats de ximpanzés fan la guerra. El 2018 un estudi publicat per l'Americal Journal of Physical Anthroplogy va concloure que la Guerra Gombe segurament va ser conseqüència de la lluita de poder entre tres mascles d'alt estatus, i que es va exacerbar per la inusual falta de femelles fèrtils.